# Yuri Larin
Yuri Aleksándrovich Larin (Ruso: Ю́рий Ла́рин; 17 de junio de 1882-14 de enero de 1932), nacido en Simferópol como Mijaíl Aleksándrovich Lurié, fue un economista y político soviético.

## Primeros años
Un judío de clase media, Larin fue criado en Crimea por su madre, Friderika Granat, hermana de Aleksandr e Ignati Granat, los fundadores del Diccionario Enciclopédico Granat, y otros miembros de la familia Granat. Esta contrajo fiebre escarlata durante el embarazo, probable causa de la distrofia muscular que sufrió Larin a los nueve años, lo que lo dejó parcialmente minusválido de por vida.
Su padre, Shneur Zalman Lurié, era ingeniero, poeta y traductor hebreo y sionista. Abandonó a su mujer estando embarazada y enferma, y luego se divorció de ella.
Larin se unió al Partido Obrero Socialdemócrata de Rusia (POSDR) en Simferópol en 1900. Se mudó a Odesa, donde organizó un grupo estudiantil marxista, pero fue arrestado y devuelto a Crimea. Allí desarrolló su activismo revolucionario, hasta que volvió a ser arrestado en 1903 y condenado a un destierro de ocho años en Yakutia. Escapó en 1904, aunque debido a sus dificultades para caminar, tuvo que hacerlo escondido en un cesto de la ropa siendo llevado por otros deportados involucrados en la fuga.
Emigró a Génova donde, tras la escisión del POSDR, se unió a los mencheviques. Adoptó su pseudónimo revolucionario, Larin, de un personaje de Eugenio Oneguin de Pushkin.
Larin volvió a Rusia a comienzos de la Revolución de 1905. Fue arrestado, pero logró huir a Ucrania, donde trató de reunificar las dos escisiones del POSDR. Arrestado de nuevo, escapó a Bakú antes de emigrar a Alemania.
Lena, su mujer, era una menchevique desde 1907. Fue arrestada en 1911 y enviada la prisión de Batyrka. En la ceremonia de su boda, Lidia Dan (la mujer de Fiódor Dan), otra menchevique, sirvió como la madrastra de Larin en el «bautismo incongruente [...] llevado a cabo en una prisión zarista para que [él] pudiera tener un matrimonio ortodoxo otorgándole el derecho a llevar a su mujer al exilio». En 1914, adoptaron a Anna Lárina, la sobrina huérfana de Lena.
En 1910, Larin escribió una serie de artículos afirmando que Rusia se estaba convirtiendo en una sociedad capitalista donde una Duma electa podía llegar a ser más y más poderosa, y que no sería necesario repetir la violencia revolucionaria de 1905. Esto fue refutado con ira por Vladímir Lenin, el líder bolchevique, quien describió a Larin como el «enfant terrible del oportunismo».
Tras el estallido de la guerra en 1914, Larin fue deportado de Alemania y asentado en Estocolmo. En 1915, escribió una serie de artículos para el diario moscovita Rússkie Védomosti sobre la guerra económica alemana, donde dijo que «al mundo se le ha ofrecido un modelo de la dirección centralista de la economía nacional como una sola máquina».

## Carrera desde 1917
Después de la Revolución de Febrero de 1917, volvió a Rusia y llegó a ser uno de los mencheviques notables en cambiarse a los bolcheviques. Tras el ascenso al poder de los bolcheviques, el 7 de noviembre, fue seleccionado como líder del buró de legislación del nuevo gobierno, aunque renunció el 17 de noviembre en protesta al fracaso de coalición con otros partidos socialistas.

En diciembre de 1917, en reconocimiento a su sabiduría en la guerra económica alemana, fue asignado como miembro fundador del Consejo Supremo de Economía Nacional de la Unión Soviética (Vesenjá). Esbozó un decreto en marzo de 1918 donde dispuso la estructura administrativa de las industrias nacionalizadas. También fue el autor de esquemas para abrir vías diplomáticas con Estados Unidos; la electrificación de las fábricas de Petrogrado; el desarrollo de la industria carbonera del Kuznetsk; y la irrigación de Turquestán para el cultivo de algodón. Algunas de estas ideas fueron desarrolladas después, pero tachadas de imprácticas bajo condiciones predominantes durante la Guerra civil rusa. Entregando su informe político al 11º congreso del Partido Comunista Ruso (PCUS) en marzo de 1922, Lenin remarcó:
Es un hombre muy capaz con una imaginación vívida. [...] La imaginación es un activo valioso; pero el camarada Larin tiene un poco de exceso de ella. Yo diría, por ejemplo, que si las reservas de imaginación del camarada Larin se dividiesen por igual entre todos los miembros del PCUS, habrían muy buenos resultados. Pero mientras no podamos llevar a cabo esta hazaña, el camarada Larin debe mantenerse ajeno a los asuntos administrativos, planificadores y económicos del estado.
En enero de 1922, Larin fue secundado para la recién abierta embajada soviética en Londres, donde el embajador Leonid Krasin fue instado por Lenin para mantenerlo en Londers «tanto como sea posible», cuidar su salud y ofrecerle «un largo trabajo literario». «Si tomas en consideración alguna de sus postulaciones,» añadió Lenin, «serás despedido».
Larin regresó a Rusia en 1923, y trabajó como escritor y economista. Durante la división del partido comunista que siguió a la muerte de Lenin, Larin criticó abiertamente a León Trotski y a la oposición izquierdista, quien, según mencionó, tenían poco o ningún apoyo de los obreros industriales. Pero en algunos aspectos Lerin era más «de izquierdas» que la oposición izquierdista, en materia agraria y nacional. Propuso que los kuláks debían ser privados de derechos, e incrementar los impuestos rurales un 20 por ciento. Además fue un crítico obstinado de una presunta discriminación de los rusos en la República Soviética Ucraniana.

## Cuestión judía
Larin fue uno de los pocos bolcheviques notables que demostró interés en las cuestión judía. Como jefe de la OZET, la Sociedad para Asentar Trabajadores Judíos en la Tierra apoyó la creación de asentamientos agrarios judíos en Crimea, donde estaba tolerado en la década de 1920, pero fue suspendido. Un área de Crimea donde habían asentamientos judíos fue llamada Larindorf en honor a él. En 1931, tachó de irrealista la decisión de crear la zona autonómica judía de Birobidzhán, por lo que fue severamente censurado.

## Semana de cinco días
En mayo de 1929, hablando en el Congreso de Soviets, Larin propuso incrementar la producción industrial; los fines de semana deberían ser abolidos y reemplazarlos por un «trabajo semanal continuo», donde los trabajadores tendrían el quinto día libre, pero por turnos, por lo que nunca habrían días en los que las fábricas no estuviesen completamente operativas. El experimento se lanzó en la Unión Soviética en agosto de 1929, pero se abandonó en 1931 (véase Calendario revolucionario soviético).

## Personalidad
Arthur Ransome, trabajando como corresponsal del Manchester Guardian, conoció a Larin en 1920, quedando impresionado por su «obstinencia, su odio al compromiso y su mezcla de originalidad y perversión conjunta [...] [junto con] el heroísmo real con el que conquistó la minusvalía física». El menchevique Simon Liberman describió a Larin como:
Era un hombre alto, con características regulares, grandes ojos negros y una barba algo puntiaguda. Padecía minusvalía por una parálisis en la infancia, teniendo dificultades en la actualidad para mover sus pies y el brazo izquierdo; su pecho estaba hundido y sus hombros inclinados abruptamente hacia delante. Pude percibir tensión en cada paso que daba. [...] Pero la estrella de Larin no brillaría por mucho. El contraste entre sus fantasías y la realidad de la vida obraban en su contra.

## Muerte
Larin murió en Moscú el 14 de enero de 1932, a la edad de 49 años.
Su viuda, Lena Lárina, fue arrestada durante la Gran Purga en enero de 1938, y pasó 17 años en prisión y destierro. Debido a esta experiencia, su salud se volvió delicada, por lo que pasó mayormente el tiempo postrada en cama para su «rehabilitación» en 1955 hasta su muerte en 1973.